# Exocentrus trifasciatus
Exocentrus trifasciatus är en skalbaggsart som beskrevs av Fisher 1931. Exocentrus trifasciatus ingår i släktet Exocentrus och familjen långhorningar. Inga underarter finns listade i Catalogue of Life.